# Alstädten-Burbach

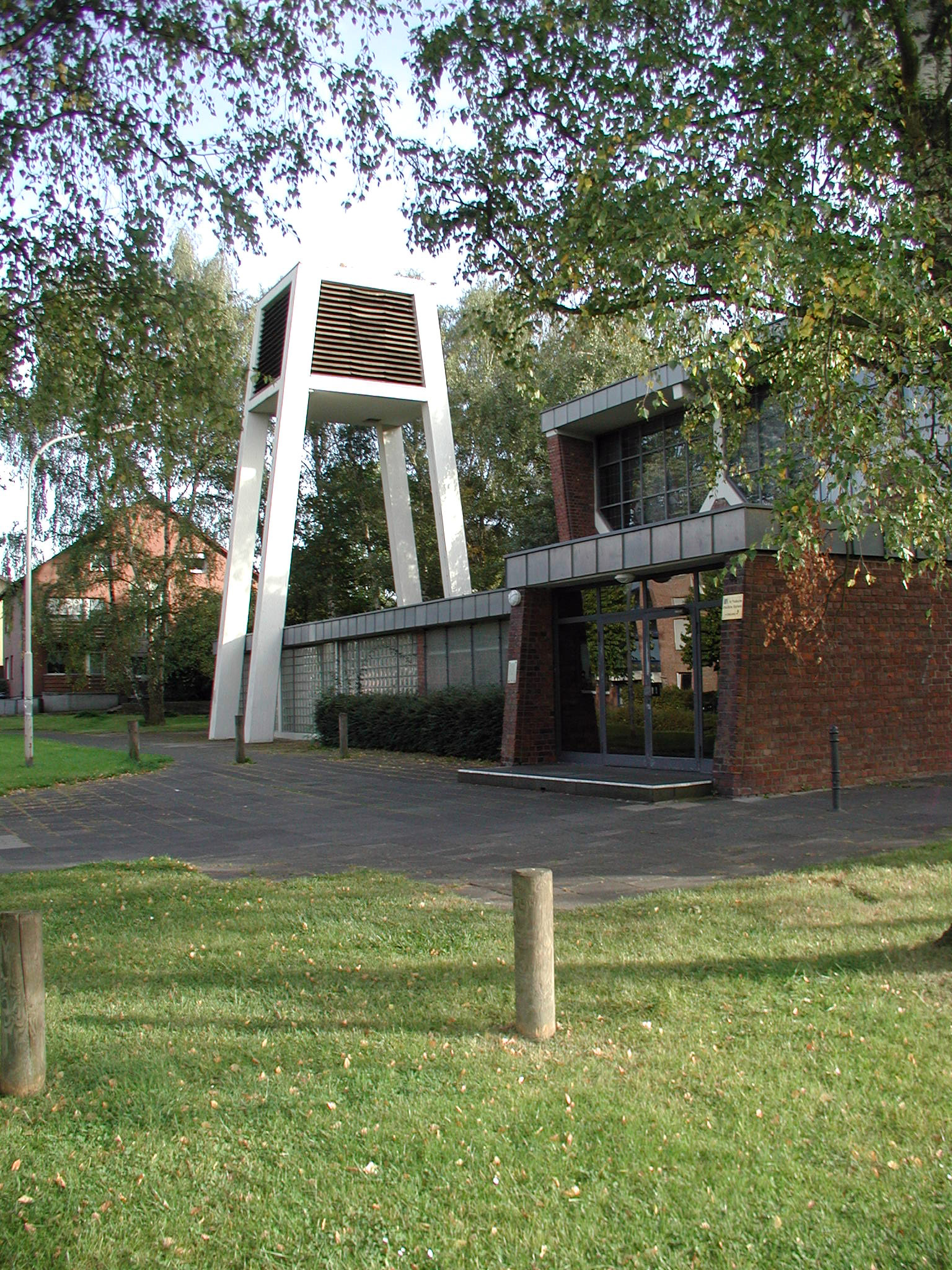
Sankt Maria am Brunnen, Alstädten-Burbach

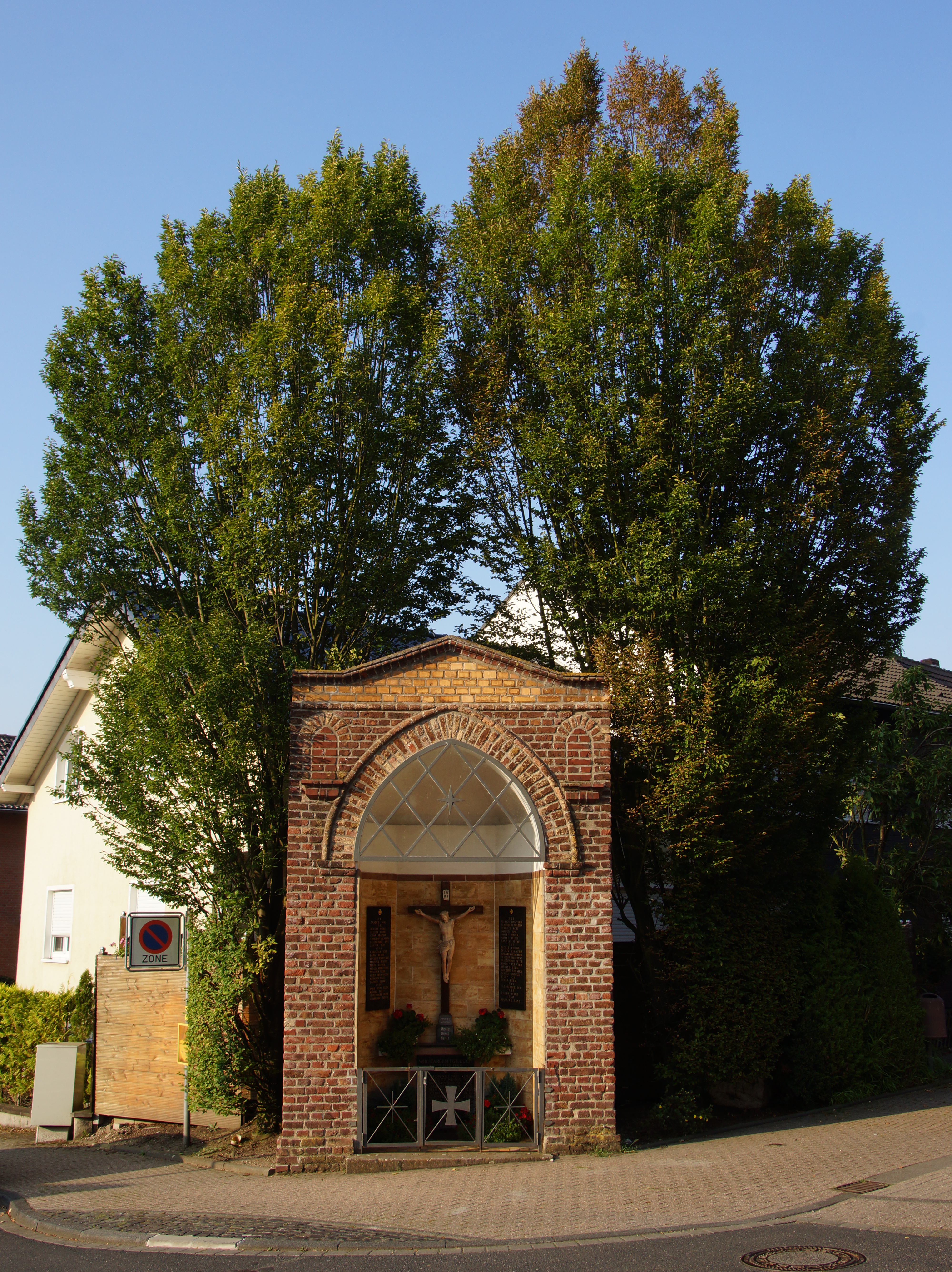
Baudenkmal Wegekapelle

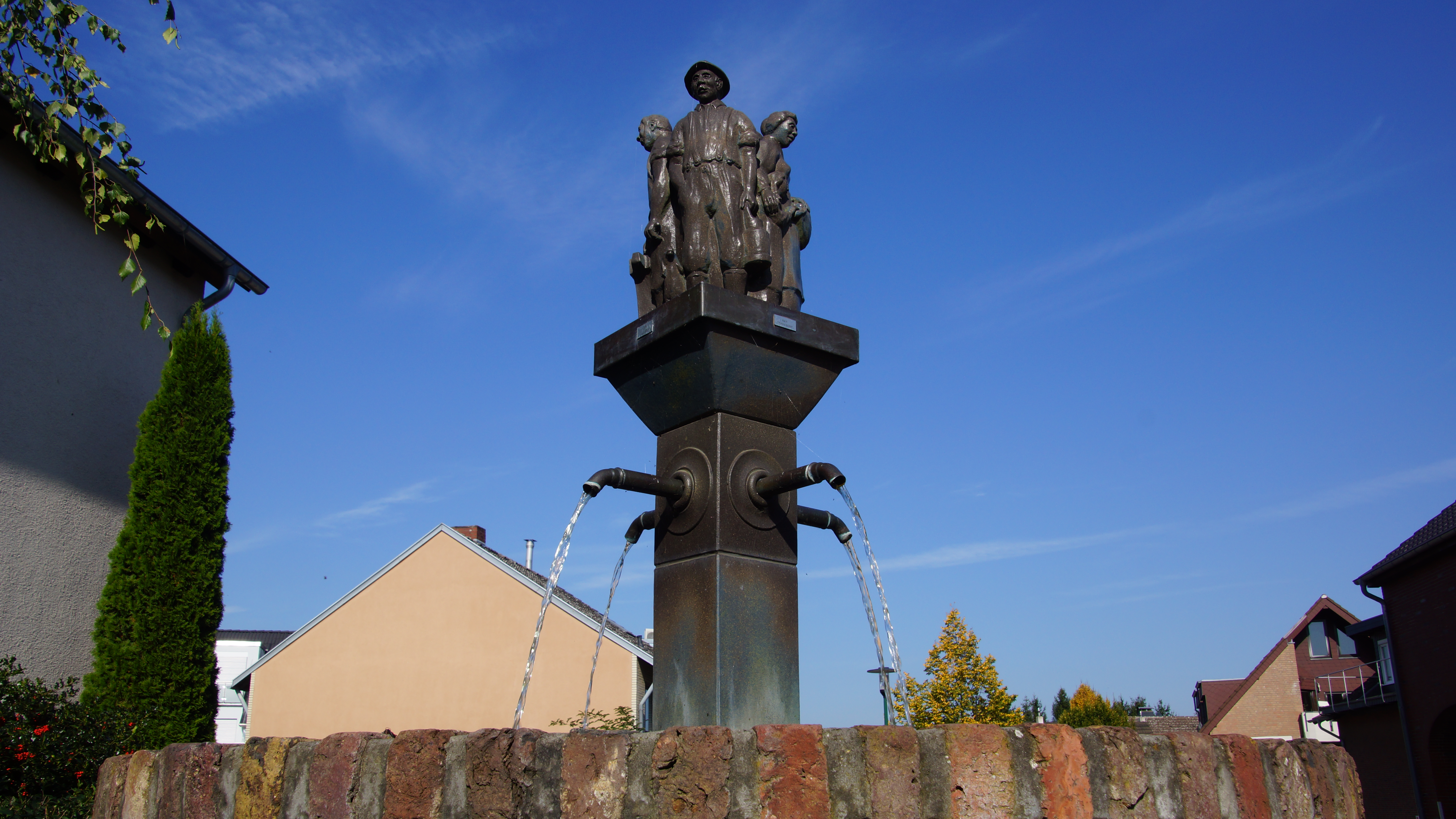
Brunnen in der Brunnenstraße

Alstädten-Burbach ist ein Stadtteil von Hürth im Rhein-Erft-Kreis. Die historisch betrachtet getrennten Orte Alstädten und Burbach sind in der Neuzeit zu einer Einheit zusammengewachsen und werden nun als ein Ort betrachtet. Alstädten-Burbach hat 3554 Einwohner (Stand: 31. März 2022).

## Geschichte von Alstädten
Alstädten, am Villehang gelegen, wird erstmals 1185 urkundlich erwähnt. In der Nähe lagen die Pescher Höfe, und es ist anzunehmen, dass der Ort als Ansiedlung von Kleinbauern bei diesen großen Höfen entstand. Unter französischer Herrschaft gehörte Alstädten mit Knapsack zum Kanton Brühl, seit 1846 zur Gemeinde Hürth in der Bürgermeisterei Hürth. Von den Pescher Höfen wurde auf dem Pescher Werk vom Gutsbesitzer Rolshofen in bäuerlicher Manier Braunkohle abgebaut und zu Klütten geformt und getrocknet. Eine offizielle Konzession bekam er 1824. Die Grube hatte aber keinen langen Bestand. Sie wurde nach 1965 mit dem Feld Theresia bis zu den Knapsacker Werken restlos ausgekohlt. Auch die Straße nach (Alt-)Hürth wurde dabei abgebaggert und die Bewohner innerhalb des Ortes an den Fuß des Alstädter Berges umgesiedelt.

## Geschichte von Burbach

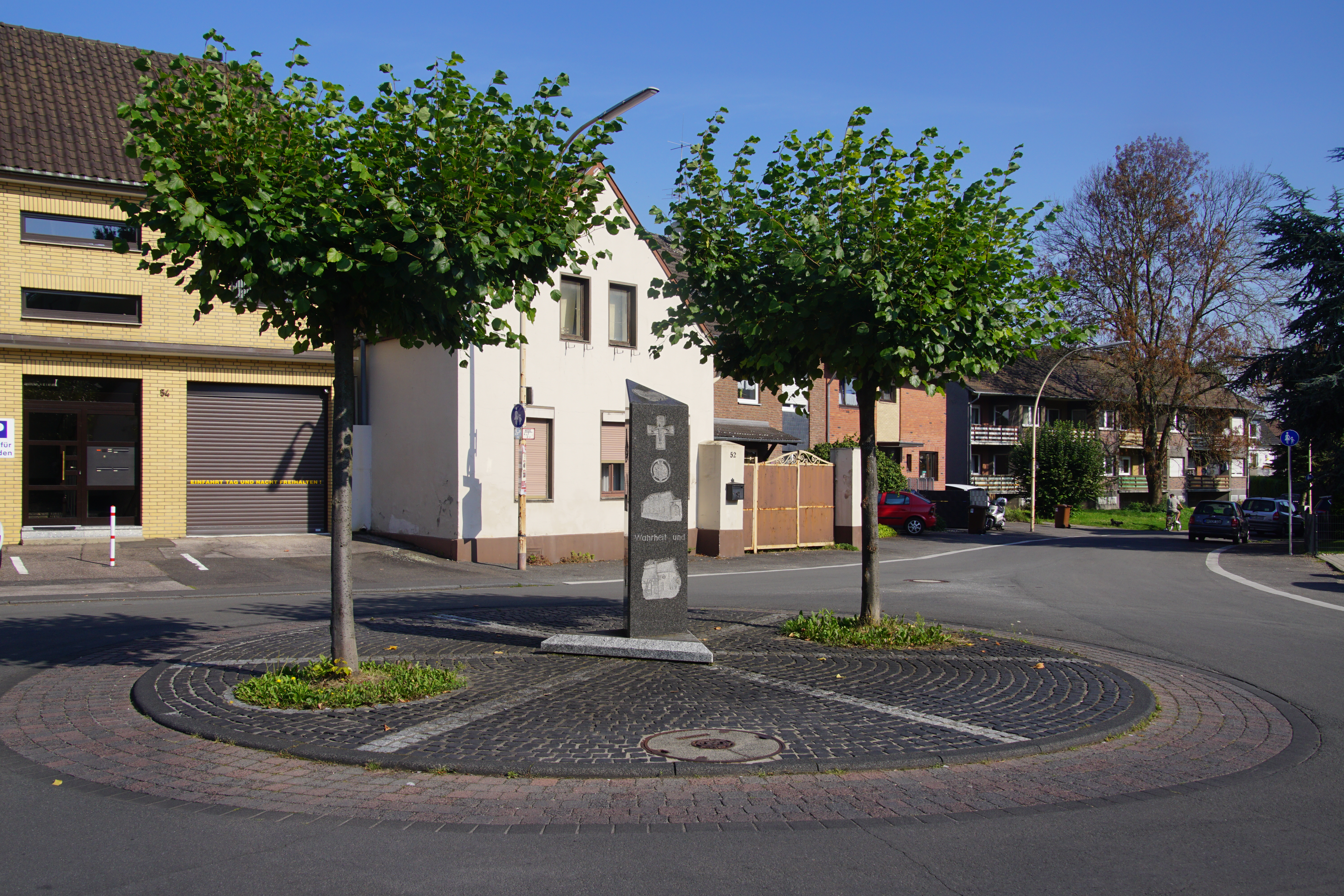
Stele von-Geyr-Ring Burbach

Burbach wird erstmals 1233 in der Stiftungsurkunde des Klosters Burbach urkundlich erwähnt, ist aber natürlich sehr viel älter. Der Ort liegt am Villehang im Tal des Burbachs (oder Bornbach, später Stotzheimer Bach), der drei Mühlen betrieb. Der Ort war lange geteilt. Der nördlich gelegene Teil gehörte zur Herrlichkeit Gleuel, der südliche zum kurkölnischen Amt Lechenich. Erst der Einmarsch der Franzosen 1794 während der Koalitionskriege beendete diesen Zustand. Nach der kommunalen Neuordnung unter den Franzosen (1798) gehörte Burbach zum Kanton Brühl und zur Mairie, unter den Preußen ab 1815 zur Bürgermeisterei Hürth. Innerhalb dieser bildete er bis 1845 eine eigene Gemeinde. 1845 hatte Burbach 226 Einwohner. Der Ort war schul- und kirchenrechtlich Gleuel zugeordnet. Seit 1846 gehörte Burbach mit Sielsdorf und sechs kleineren Wohnplätzen auch verwaltungsmäßig zur Gemeinde Gleuel.
In der Nähe der Quelle des Baches lag das 1233 gegründete Zisterzienserinnenkloster Marienbrunn, im Volksmund Kloster Burbach genannt, welches während der Säkularisation aufgelöst wurde und von dem noch einzelne Gebäude erhalten sind. Heute hat hier am Otto-Maigler-See der Schwimmklub Hürth seinen Sitz.

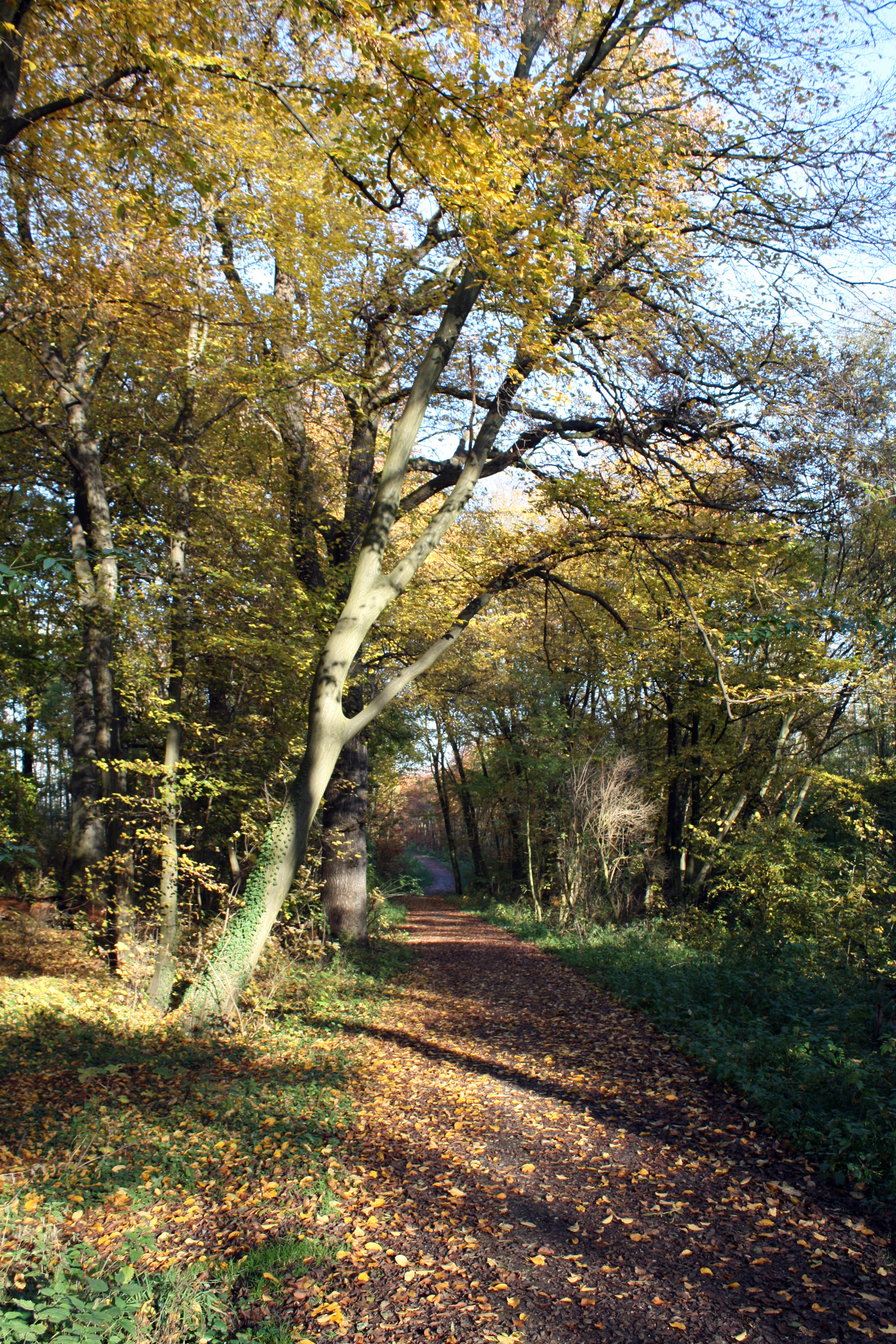
Waldgelände am Kloster
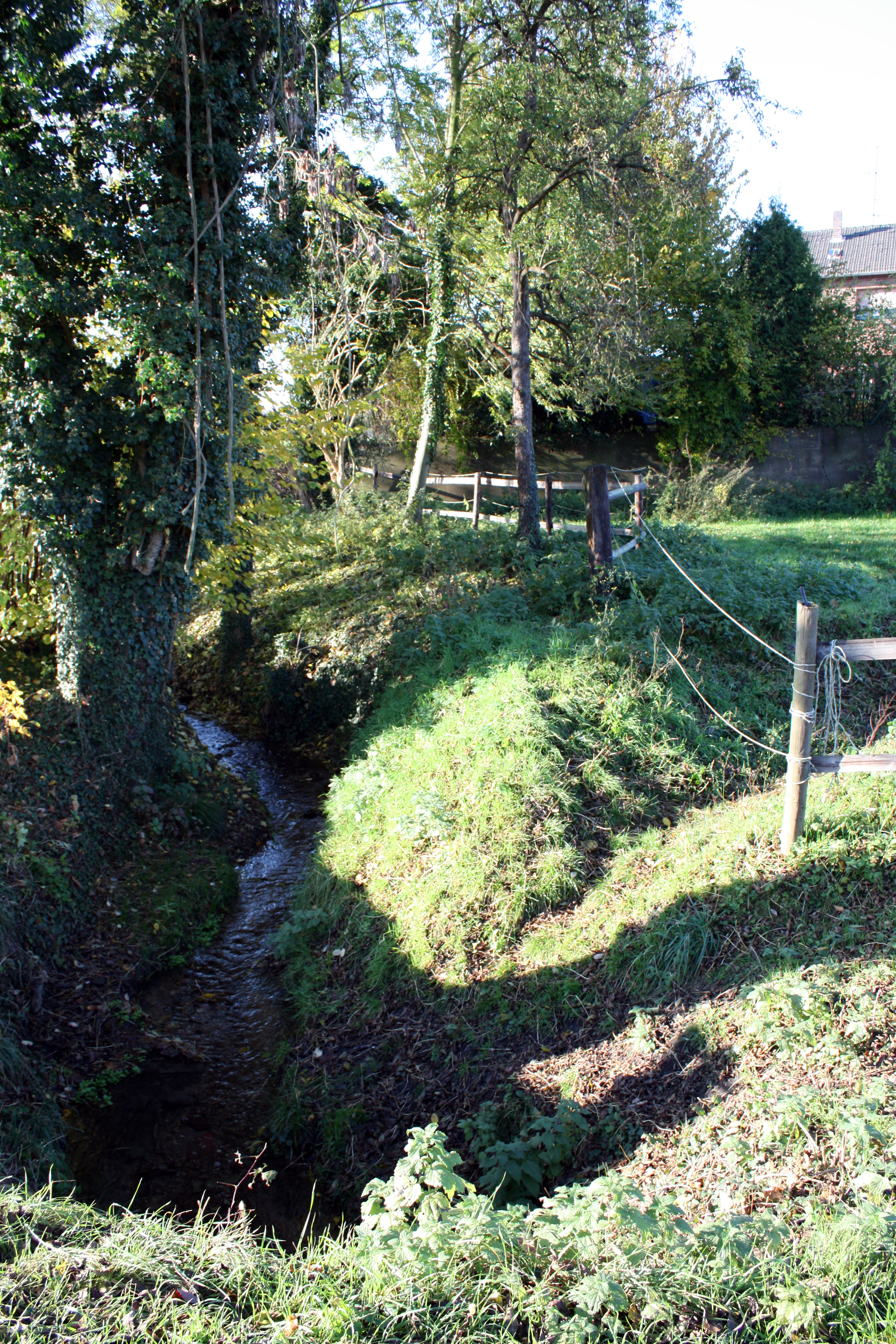
Der Burbach
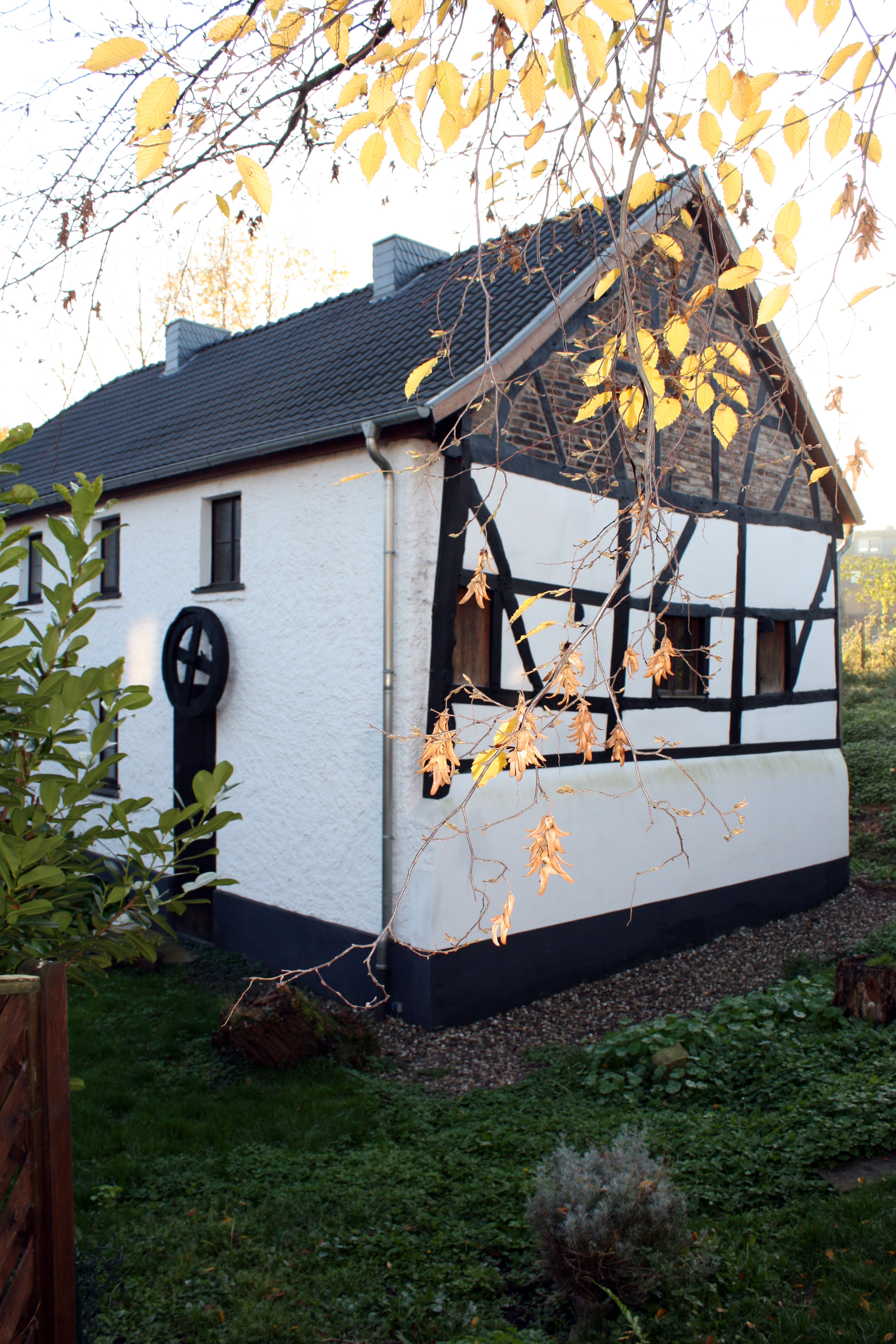
Ehemalige Dorfmühle

## Zusammenschluss zu Hürth
1930 wurden beide Orte Ortsteile der Großgemeinde seit 1978 Stadt Hürth.

## Eine Kirche
Als sich abzeichnete, dass die Alstädter Straße zum Kirchort (Alt-)Hürth mit den zugehörigen Häusern abgebaggert werden sollte, begannen 1952 Überlegungen zu einer neuen Kirche für beide Orte. 1954 wurde ein Kirchbauverein gegründet. 1959 wurde der Grundstein, ein Stein des Kölner Doms, für den von Hans Pörkert entworfenen Kirchbau gelegt, der dann am 25. September 1960 durch den Knapsacker Dechanten Josef Krings geweiht wurde. Gleichzeitig wurde mit Urkunde des Erzbistums Köln vom 1. Juli 1959 mit Unterschrift von Josef Kardinal Frings die neue Kirchengemeinde errichtet. Auch das Gebiet des ehemaligen Klosters wurde von Berrenrath her umgepfarrt. Zum Komplex gehören noch eine Pfarrbücherei (1964) und ein Jugendheim/Gemeindezentrum (1969). Die Orgel baute die Kölner Werkstatt Seifert. Der Tabernakel wurde aus zwei Mühlsteinen gebildet und von der Familie Füngeling aus Kloster Burbach gestiftet. Der Name der Kirche (Patrozinium), St. Maria am Brunnen, und der Gemeinde wurde vom Kloster übernommen. Dass Traditionen lange haften, wird dadurch deutlich, dass auch nach 50 Jahren Zugehörigkeit zur neuen Gemeinde einige Burbacher immer noch lieber nach Gleuel zur Kirche gingen. Seit 1993 ist die Gemeinde mit Gleuel und Stotzheim zu einem Seelsorgebereich und seit 2003 zu einem Pfarrverband zusammengeschlossen.

## Lebensmittelmarkt 100 Jahre
Trotz fußläufiger Entfernung zum Einkaufszentrum Hürth Park hat sich das Lebensmittelgeschäft Löcher am Beginn der Theresiastraße halten können, es wurde von der 2013 neunzigjährig gewordenen Inhaberin Sophia Löcher und ihrer Tochter geführt. 2011 konnte das Geschäft 100-jähriges Bestehen feiern, inzwischen musste das Geschäft aus Altersgründen geschlossen werden.

## Politik
Ratsmitglied für Alstädten-Burbach ist Peter Prinz (CDU), der auch Ortsvorsteher ist. Prinz ist ebenfalls seit vielen Jahren 1. Stellvertretender Bürgermeister der Stadt Hürth. Bei der Kommunalwahl 2020 wurde Alstädten-Burbach auf zwei Wahlbezirke geteilt. In Alstädten-Burbach II konnte Aylin Kocabeygirli (ebenfalls CDU) sich durchsetzen. Kocabeygirli ist ebenso Ratsfrau für den größten Hürther Stadtteil Hermülheim. Kocabeygirli agiert als 2. Stellvertretende Bürgermeisterin und vertritt gemeinsam mit Peter Prinz den Hürther Bürgermeister Dirk Breuer (CDU) bei Sitzungen oder Veranstaltungen.
Im Kreistag des Rhein-Erft-Kreis wird Alstädten-Burbach durch die Kreistagsmitglieder Gerd Fabian (Alstädten-Burbach I) und Hans-Josef Lang (Alstädten-Burbach II) vertreten. Beide Christdemokraten fungieren außerdem als Ortsvorsteher in Hürth.

## Sehenswürdigkeiten
- Kloster Marienborn Hürth-Burbach
- Mühlen im Raum Hürth mit Erwähnung der Mühlen in Burbach

## Schulen/Sport

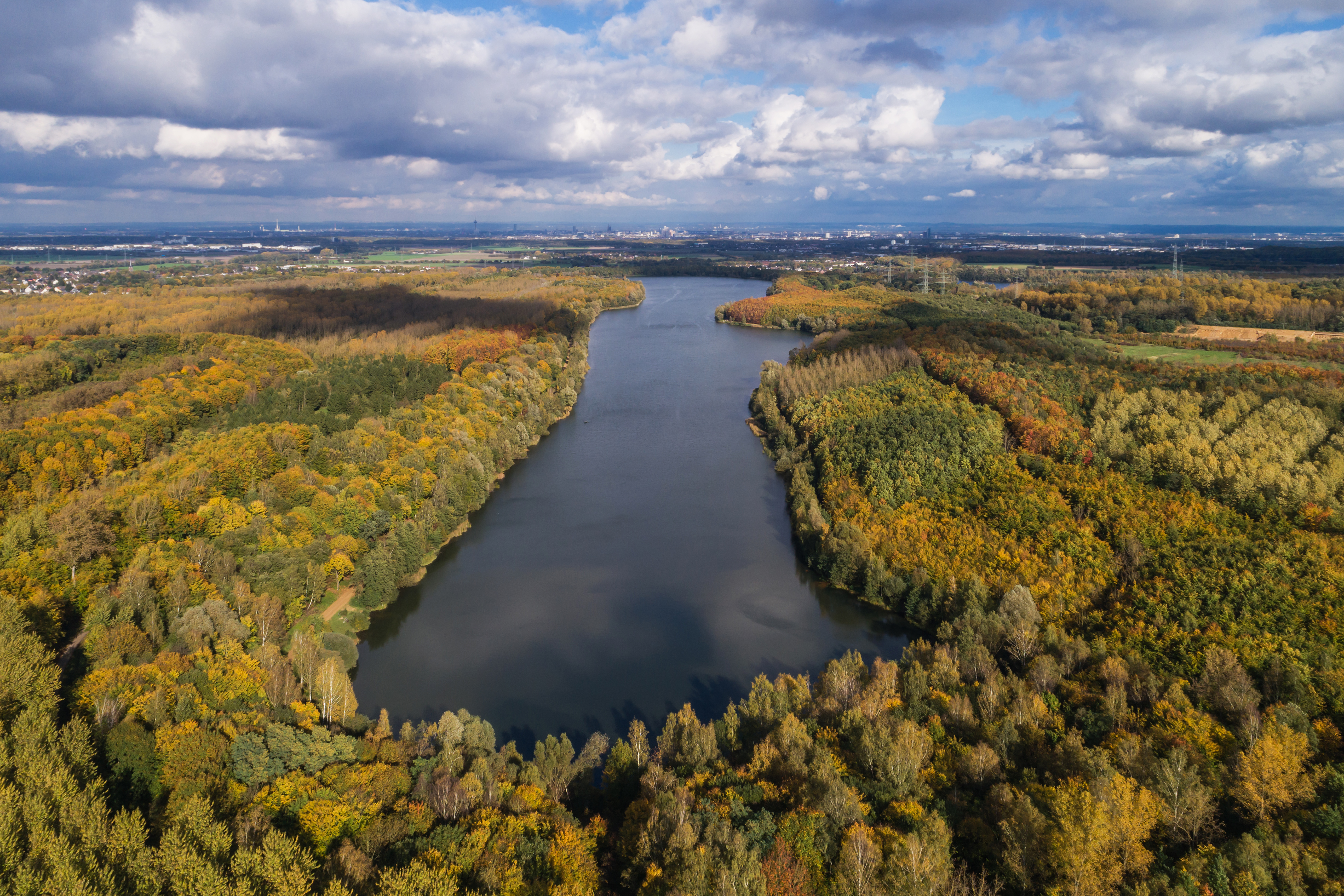
Otto-Maigler-See

- Carl-Orff-Gemeinschaftsgrundschule, Jabachstr. 4
- Sport und Freizeit am Otto-Maigler See, oberhalb des Ortes

## Vereine
- Vereinigte Väter von Alstädten
- Väter Frauen
- Ortsgemeinschaft Alstädten-Burbach
- Tradition Burbach 1850 e. V.
- Burbacher Geissböcke
- Brunnenfreunde

## Persönlichkeiten
- Wilhelm Möhlig (1934–2023), Jurist und Afrikanist. Hochschullehrer für Afrikanistik und Bantuistik an der Universität zu Köln, wohnte in Hürth-Alstädten.